# Gabriela Díaz
Pour les articles homonymes, voir Díaz.
María Gabriela Díaz, née le 2 janvier 1981 à Alta Gracia, est une coureuse cycliste argentine, spécialiste de BMX (bicycle motocross). En 2001, 2002 et 2004, elle est championne du monde.

## Palmarès en BMX

### Jeux olympiques
- Pékin 2008
  - Cinquième place du BMX
- Rio de Janeiro 2016
  - Participation à la demi-finale du BMX

### Championnats du monde
- Melbourne 1998
  -  Médaillée d'argent du BMX juniors
- Vallet 1999
  -  Championne du monde de BMX juniors
- Cordoba 2000
  -  Médaillée de bronze du BMX
- Louisville 2001
  -  Championne du monde de BMX
- Paulinia 2002
  -  Championne du monde de BMX
- Valkenswaard  2004
  -  Championne du monde de BMX
- Sao Paulo 2006
  -  Médaillée d'argent du BMX

### Coupe du monde
- 2007 : 2e
- 2008 : 8e
- 2009 : 12e
- 2010 : 23e
- 2011 : 12e
- 2012 : 23e
- 2013 : 32e
- 2014 : 29e
- 2015 : 22e
- 2016 : 17e
- 2017 : 29e
- 2018 : 47e

### Championnats panaméricains
- Bello 2011
  -  Médaillée d'argent en BMX
- Santa Cruz de la Sierra 2012
  -  Médaillée d'or en BMX
- Santiago del Estero 2013
  -  Médaillée de bronze en BMX
- Lima 2014
  -  Médaillée d'argent en BMX
- Santiago du Chili 2015
  -  Médaillée de bronze en BMX
- Santiago del Estero 2016
  -  Médaillée d'argent en BMX
- Santiago del Estero 2017
  -  Médaillée d'or en BMX

### Jeux sud-américains
- Buenos Aires 2006
  -  Médaillée d'or du BMX en 20 pouces
  -  Médaillée d'or du BMX en 24 pouces
- Santiago 2014
  -  Médaillée d'argent en BMX contre-la-montre
  -  Médaillée de bronze en BMX

### Autres
- 2007
  - 3e de Roc d'Azur - Fréjus (cdm)
- 2009
  - 2e de Pietermaritzburg
- 2011
  - 2e de Pietermaritzburg